# Tropidophorus beccarii
Espèce
Synonymes
- Sphenomorphus aquaticus Malkmus, 1991

Tropidophorus beccarii est une espèce de sauriens de la famille des Scincidae.

## Répartition
Cette espèce est endémique de Bornéo. Elle se rencontre au Kalimantan en Indonésie et dans les États du Sabah et du Sarawak en Malaisie orientale.

## Étymologie
Cette espèce est nommée en l'honneur de naturaliste italien Odoardo Beccari (1843-1920).

## Publication originale
- Peters, 1871 : Über neue Reptilien aus Ostafrika und Sarawak (Borneo), vorzüglich aus der Sammlung des Hrn. Marquis J. Doria zu Genua. Monatsberichte der Königlichen Akademie der Wissenschaften zu Berlin, vol. 1871, p. 566-581 (texte intégral).